# Joseph B. Keller
Joseph Bishop Keller  (Paterson, New Jersey, 1923. július 31. – Stanford, Kalifornia, 2016. szeptember 7.) amerikai matematikus, mérnök.

## Életrajza
A New York Egyetemen doktorált 1948-ban, ugyanott a Courant Matematikai Intézet munkatársa 1948 és 1979 között. Az egyetem tanszékvezetője (1967–1973) majd a Stanford Egyetem professzora 1978 és 1993 között. Emeritus professzor 1993-tól.

## Munkássága

### Kutatási területei
- alkalmazott matematika,
- hang-, elektromágneses, optikai hullámok,
- folyadékok elmélete,
- kvantum- és statisztikus mechanika.

Továbbá kidolgozta a radar-, az elasztikus és az akusztikus hullámok terjedésének vizsgálatára a diffrakció geometriai elméletét.
Foglalkozott sajátérték-problémák megoldásával, a kvantummechanikában az atomok és a molekulák energiaszintjeinek a meghatározásával.
400-nál több cikke jelent meg.

## Elismerései
- Wolf-díjas (1997).
- F.M. Surveys in Applied Mathematics (D. W. McLaughlinnal, 1995)